# Зустріньмося наступного Різдва
«Зустріньмося наступного Різдва» — американська різдвяна романтична комедія 2024 року, знята режисером Расті Кандіффом за сценарієм Моллі Холдеман і Камілли Рубіс. У головних ролях: Крістіна Міліан, Девейл Елліс, Кофі Сірібо, Тиміка Тафарі, Мітч Ґрассі, Скотт Хоїнг, Кірстін Мальдонадо, Кевін Олусола, Метт Саллі та Кален Аллен. Фільм вийшов на Netflix 6 листопада 2024 року.

## Сюжет
Лейла живе в Нью-Йорку. У прагненні знову зустріти чоловіка своєї мрії вона відчайдушно хоче потрапити на різдвяний концерт гурту Pentatonix, квитки на котрий вже розпродано.

## Акторський склад
- Крістіна Міліан в ролі Лейли
- Девейл Елліс(інші мови) у ролі Тедді
- Мітч Ґрассі в ролі Мітча
- Скотт Хоїнг в ролі Скотта
- Кірстін Мальдонадо в ролі Кірстін
- Кевін Олусола(інші мови) в ролі Кевіна
- Метт Саллі(інші мови) в ролі Метта
- Тиміка Тафарі в ролі Роксі
- Кофі Сірібо(інші мови) в ролі Джеймса
- Тереза Това(інші мови) в ролі Дебри
- Кален Аллен у ролі Джорді
- Пріянка(інші мови) в ролі себе

## Український Дубляж
- Студія: Постмодерн
- Перекладач: Онисія Колесникова
- Режисер монтажу: Раїса Смірнова
- Режисер дубляжу: Людмила Петриченко
- Звукооператор: Софія Багмут
- Спеціаліст зі зведення звуку: Назар Куцевич
- Менеджер проекту: Зинич Юлія

Ролі дублювали:
- Лейла — Антоніна Хижняк
- Джорді — Андрій Соболєв
- Тедді — Роман Чорний
- Роксі — Анна Дончик
- Скотт — Дмитро Гаврилов
- Крістін — Людмила Петриченко
- Мітч — Олександр Погребняк
- Метт — Богдан-Гордій Бенюк
- Кевін — Роман Молодій
- Алан — Дмитро Терещук
- Бекка — Тамара Морозова
- Енджі — Олена Узлюк
- Дебра — Наталія Надірадзе

Додатковий акторський склад: Марина Клодніцька, Петро Сова, Олександр Куколенко, Марія Яценко, Ілона Бойко

## Виробництво
Режисером фільму виступив Расті Кандіффом, а сценарій написали Моллі Холдеман і Камілла Рубіс. Марк Робертс став продюром, а Саймон Літгоу та Метт Код — виконавчими продюсерами. Крістіна Міліан виконала головну роль, а також була виконавчим продюсером фільму. До акторського складу також увійшли Кофі Сірібо, Девал Елліс, Кален Аллен і музична група Pentatonix.
Основні зйомки пройшли в Торонто.

## Реліз
Фільм вийшов на Netflix 6 листопада 2024 року.

## Сприйняття
На сайті агрегаторі рецензій Rotten Tomatoes серед 12 оглядів 67% є позитивними, з середньою оцінкою 6.1/10.